# Moritz Thierbach
Carl Moritz Thierbach (* 3. Juni 1825 in Leipzig; † 20. Dezember 1906 in Dresden) war ein deutscher Offizier. Er gilt als einer der Begründer der wissenschaftlichen Waffenkunde.

## Leben
Thierbachs Vater war Appellationsrat in Leipzig. 1841 trat Thierbach als Kadett der Militärbildungsanstalt in Dresden in das königlich-sächsische Heer ein. 1845 wurde er Portepeejunker und 1846 Leutnant. 1849 kämpfte er als Oberleutnant der Leichten Infanterie im Dresdner Maiaufstand auf Seiten von Friedrich August II. 1860 wurde Thierbach zum Hauptmann befördert und nahm 1866 am Deutschen Krieg teil. Im Deutsch-Französischen Krieg von 1870 findet sich Thierbach als Major und Bataillonskommandeur des 8. Infanterieregiments Nr. 107 wieder. In der Schlacht bei Gravelotte erlitt er eine schwere Verwundung durch einen Schuss ins Bein. Durch die Folgen jener Verletzung 1871 als Oberstleutnant zur Disposition gestellt, wurde Thierbach Bezirkskommandeur des Landwehrbezirkes Schneeberg. Ab 1882 erfolgte, bedingt durch Thierbachs vertiefte Kenntnisse der Waffentechnik, eine Verwendung als Inspekteur der Handfeuerwaffen. Diese Funktion hatte er, 1887 zum Oberst ernannt, bis 1892 inne. Mit dem Ende seiner militärischen Laufbahn widmete sich Thierbach vollständig der historischen Waffenkunde.

## Werk
In den frühen 1850er Jahren benötigte Thierbach als junger Offizier ein Thema für eine zu verfassende Winterarbeit. Er wählte hierfür die mittelalterlichen Handfeuerwaffen, weil er laut eigener Aussage „[...] eben irgendein Thema habe finden müssen.“. Hieraus entstand Thierbachs über 50 Jahre andauernde Forschungstätigkeit. Bereits zu Beginn seiner militärischen Laufbahn widmete Thierbach seine Urlaube den Reisen zu Museen und Archiven. Er beschäftigte sich mit der Geschichte der Handfeuerwaffen von ihrem Entstehen im Mittelalter bis hin zu den Gewehren der 1890er-Jahre. Als Offizier verstand er sich nicht als Wissenschaftler, sondern als Militärpraktiker. Dementsprechend legte er sein Hauptaugenmerk auf in Museen und Privatsammlungen erhaltene Originale und deren Funktion, besonders jene der Gewehrschlösser. Als einer der ersten Waffenkundler versuchte Thierbach eine zeitlich geordnete Aufstellung der Feuerwaffentechnik herauszuarbeiten, zu einem Zeitpunkt, als quasi noch keine Fachliteratur zum Thema existierte. 1883 bis 1886 veröffentlichte Thierbach sein Werk „Die geschichtliche Entwicklung der Handfeuerwaffen“, welches auf Grund seiner bis dahin einzigartigen Stellung schnell zur Basis anderer Waffenkundler avancierte.
Zum Selbstverständnis von Thierbachs Studien zählte auch die handwerkliche Nachfertigung der untersuchten Mechanismen, wofür er eine eigene Schlosserwerkstatt einrichtete. Zusätzlich ließ er sich von einem Büchsenmacher unterrichten. Die so entstandenen Repliken stiftete er in den 1890er-Jahren dem Arsenal in Dresden. Ursprünglich war sein Werk „Die geschichtliche Entwicklung der Handfeuerwaffen“ als Führer zu dieser Stiftung gedacht. Hierbei wurde er von der militärwissenschaftlichen Abteilung der sächsischen Armee unterstützt. Außerdem entstanden verschiedene Aufsätze zu Handfeuerwaffen für die Zeitschrift für historische Waffenkunde.
Thierbach wirkte aktiv im 1897 gegründeten Verein für historische Waffenkunde mit. Er wurde in seinen letzten Lebensjahren zum Ehrenmitglied ernannt. Weiterhin unterstützte er zu Beginn des 20. Jahrhunderts das von Karl Koetschau in Dresden gegründete waffengeschichtliche Seminar.

## Schriften (Auswahl)
- Die geschichtliche Entwickelung der Handfeuerwaffen. Bearbeitet nach den in den deutschen Sammlungen noch vorhandenen Originalen 3 Bände, Hoeckner, Dresden 1883–1886.
- Über die erste Entwicklung der Handfeuerwaffen. In: Zeitschrift für historische Waffenkunde 1, 1899, S. 129–133.
- Über das Radschloss. In: Zeitschrift für historische Waffenkunde 1, 1899, S. 245–248.
- Über die Entwicklung des Bajonetts. In: Zeitschrift für historische Waffenkunde 2, 1902, S. 423–432.
- Die geschichtliche Entwicklung der Handfeuerwaffen. Bearbeitet nach den in den deutschen Sammlungen noch vorhandenen Originalen. Höckner, Dresden 1886.
- Die Handfeuerwaffen der sächsischen Armee. Teil 1–4. In: Zeitschrift für historische Waffenkunde 3, 1905.